# Китадзима, Тору
То́ру Китадзи́ма (яп. 北嶋 徹 Kitajima Tōru, родился 23 Декабря 1982 года в городе Сайтама), больше известен под псевдонимом TK(от Touru Kitajima), как певец, лирик, и ведущий вокалист и гитарист японской рок-группы Ling tosite sigure. В 2011 году он начал выпускать соло-материал от лица группы и начал сотрудничать с Масайуки Накано из состава жанра электро-музыки и из группы Boom Boom Satellites

## Биография
Дебютировал с ограниченным DVD-набором, называвшемся Film A Moment, который включал в себя фотоальбом, и фильм снятый на 8-мм камеру, который служил музыкальным видео для 3 треков на диске и был выпущен в 2011 году.
Первый альбом Тору, Flowering, был выпущен 27 Июня 2012 года и представлял собой альтернативные версии альбомов Film A Moment и White Silence вместе с 7 новыми треками и 1 скрытым с названием «Sound_am326». Ограниченная пресс-версия представляла собой концертную студийную сессию (DVD) выбранных треков из альбома режиссёра П.Б Андерсона. Музыканты такие как BOBO from Miyavi Crew и Hidekazu Hinata from Nothing's Carved in Stone представлены в альбоме.
Второй выпуск Китадзимы был синглом, и назывался «Unravel», был опенингом для первых сезонов популярного аниме-сериала Токийский гуль и мини-альбом Contrast. Песня Unravel, как было отмечено, имела 3 версии, и одну из них Тору пел с особым удовольствием вдохновляясь сериями, на которые он выходил. Другой предусмотренный DVD назывался Killing You Softly (Акустический DVD-Концерт), представляя трек «Jewel of Sin», который был представлен в 3 альбоме, называвшемся White Noise. И как и TK, так и Ling Toshite Sigure были переработаны в акустические версии. Другая пресс-версия была простым изданием, которое представляло собой 3 трека, один из которых был представлен в качестве музыкального фона для альбома Flowering.
Мини-альбом «Contrast» был выпущен в том же году, что и «Unravel». Представлял собой концертные треки из 2013 Rock in Japan Festival вместе с бонусным видео снятым в Берлине для песни «Tokio»(ограниченная). Альбом также представлял концертную переработку песни Ling tosite sigure «Illusion is Mine». Оба «Unravel» и «Contrast» содержали дополнительные B-сайды.
Fantastic Magic это второй альбом Тору, представляющий семь новых треков, один из них представлял певицу Чара, и переработку песни «Dramatic Slow Motion», и другие находившиеся в альбоме «Contrast». Ограниченное пресс-издание содержало музыкальные видео для песен представленных в альбоме, вместе с «Haze», выпущен в Flowering.